# Капранов, Игорь Павлович
Игорь Па́влович Капра́нов (15 июня 1986, Советск, Калининградская область, РСФСР, СССР) — российский рок-музыкант. Наиболее известен как вокалист металкор-группы группы Amatory. (Ранее гитарист группы Stigmata). С 2019 по 2023 год – вокалист супергруппы Ауткаст, состовшей из 3 бывших участников Amatory.

## Биография
Игорь Капранов родился в городе Советск Калининградской области. В 4 года переехал в город Всеволожск (Ленинградская область). Во время учебы в школе научился играть на гитаре. В восьмом классе познакомился с Тарасом Уманским. Через него в 2001 году стал гитаристом группы Stigmata, при этом ни одной полноценной пластинки, записанной при его участии, не было выпущено.
9 января 2004 года на одном из концертов в клубе «Орландина» в Санкт-Петербурге, на котором выступали Amatory, Игорь вышел на сцену в качестве приглашенного гостя, исполнив «(SIC)», кавер на песню «(SIC)» группы Slipknot. Совместное выступление понравилось участникам Amatory, после чего они предложили ему место вокалиста, на смену Алексею Овчинникову, который расходился в музыкальных вкусах с группой. Игорь принял предложение и ушёл из группы Stigmata. Сотрудничество принесло группе успех. В 2005 году вышел сингл и видеоклип на песню «Чёрно-белые дни» и группа начала набирать популярность. Игорь колоритно вписался в состав, вёл себя на концертах группы импульсивно и харизматично. Лауреат Rock Alternative Music Prize 2005 в номинации «Вокал года». В период пребывания Игоря в группе были записаны три студийных альбома, выпущено несколько синглов, три DVD издания, были даны сотни концертов. По мнению редакторов сайта Afisha.ru, переходя в Amatory Капранов «ещё не знал, что ему предстояло стать голосом целого поколения».
28 июля 2010 года Игорь объявил об уходе из группы. Музыкант собирался посвятить себя религии и уйти в монастырь. Для фанатов это стало полной неожиданностью, что вызвало резонанс и большое количество обсуждений. Стало известно, что Игорь находился в Валаамском монастыре. 2 апреля 2011 года появилась аудиозапись, где Игорь поздравляет группу Amatory с 10-летием. При этом он сказал, что прекрасно себя чувствует и причина его ухода из группы заключалась в личных проблемах; он упомянул, что хочет привести себя в порядок и изменить свою жизнь. 5 августа 2011 года в сети появилось интервью Капранов телеканалу A-ONE, в котором он рассказал о причинах, заставивших его уйти в монастырь, а также объявил, что примет участие в юбилейном туре Amatory в качестве специального гостя. В сентябре 2011 года Игорь вместе с Amatory перезаписали композицию «Осколки», исполнив её сразу двумя вокалистами — Игорем и новым вокалистом группы Вячеславом Соколовым. На эту же композицию был снят видеоклип «Осколки.2011».
В ноябре 2019 года Игорь Капранов вернулся к музыкальной деятельности в качестве вокалиста группы Ауткаст, основанной вместе с бывшими гитаристами Amatory Александром Павловым и Дмитрием Рубановским. 15 ноября 2019 года был представлен первый сингл группы, получивший название «Феникс», получивший много положительных отзывов в интернете. Свои первые концерты группа дала на разогреве у Guano Apes 16 и 17 ноября 2019 года в Санкт-Петербурге и Москве. 1 и 5 декабря 2019 года Ауткаст отыграли свои сольные концерты в тех же городах. 6 декабря был объявлен сбор средств для записи дебютного альбома на сайте Planeta.ru. 9 декабря 2019 года был выпущен второй сингл под названием «Пустота».

## Семья и личная жизнь
По официальной версии родители Игоря развелись незадолго до его рождения. До четырёх лет воспитывался бабушкой и дедушкой в Советске. После переезда во Всеволожск жил с матерью. В 1998 году родилась сестра Екатерина.
В 2008 году окончил Лесоинженерный факультет СПбГЛТА им. Кирова.
Весной 2012 года решил на некоторое время приостановить свою музыкальную деятельность и заняться семьей. Долгое время встречался с Екатериной Гончаровой, которую взял в жёны 28 сентября 2012 года. Двумя месяцами ранее прошло венчание. 12 марта 2013 года у него родился сын Платон, а в 2015 году дочь Ариадна.
В 2019 году окончил магистратуру РГПУ им. Герцена по направлению "Теологическое образование". 

## Дискография
KAPRANOV
- 2024: III (ЕР)
- 2025: Заклятие (сингл)
- 2025: Холод (сингл)

Stigmata
- 2004: Конвейер снов (уч. как гитарист)

Amatory
- 2004: Чёрно-белые дни (сингл)
- 2004: Неизбежность
- 2005: [P]ost [S]criptum
- 2005: Stars Fucktory 666
- 2006: Преступление против времени (сингл)
- 2006: Книга мёртвых
- 2007: Слишком поздно… (сингл)
- 2007: Evol.01
- 2008: Live Evil
- 2008: Вы все лишены своей жизни (сингл)
- 2008: VII
- 2008: Дыши со мной (сингл)
- 2009: Багровый рассвет (сингл)
- 2011: MP3 Collection (сборник)
- 2012: Лучшие песни (сборник)
- 2022: Книга мёртвых (Remixes & Unreleased) (сборник)

Choo-Joy
- 2006: Choo-Joy! (EP) (уч. как гитарист)

Ауткаст
- 2019: Феникс (сингл)
- 2019: Пустота (сингл)
- 2020: Один из нас (сингл)
- 2020: Не забывай (сингл)
- 2020: Ультра
- 2020: Smack My Bitch Up (The Prodigy Cover) (сингл)
- 2021: Лабиринт (сингл)
- 2021: Ctrl+Z (сингл)
- 2021: Nero-Zero (сингл)
- 2023: Пропасть (сингл)
- 2023: Некуда бежать (сингл)
- 2023: Культ

Blackpyres
- 2021: Person in the Mirror (сингл)
- 2021: Modify (сингл)
- 2022: Rest and Peace (сингл)
- 2023: Blackpyres
- 2024: Doom Flow
- 2025: Чёрные Костры (сингл)

Idols to be Faded
- 2022: Exodus (сингл) (уч. как гитарист)
- 2024: Through the Darkness (уч. как гитарист)

Гостевое участие
- 2006: Рядом с крысами (Слёзы)
- 2006: Револьвер (Fourth Dimension)
- 2010: Песочный Человек (The Korea)
- 2011: Осколки 2.011 (Amatory)
- 2012: The X-Files: Live In Saint-P & On The Road 2011—2012 (live-альбом Amatory)
- 2014: Не забывай меня (Jane Air)
- 2016: Unreleased n Live (live-альбом Jane Air)
- 2020: Condensed (Marina)
- 2021: Fireshow (Askeza)
- 2021: Снег в Аду 2.021 (Amatory)
- 2021: All Stars: Live In Moscow (live-альбом Amatory)
- 2021: Monkey Business (Inspired)
- 2021: Azoth (The Solarburst)
- 2021: Finest Hour (Shinai)
- 2022: Blood (Ram, Kommo)
- 2023: Get Up! (In Vision)
- 2023: ВПС 2023 (мини-альбом Amatory)
- 2024: Есть только миг (Ravdina)
- 2024: Черный шум (Electric Indians)

### Видеоклипы
| Год  | Группа           | Название релиза                                     |  |
| ---- | ---------------- | --------------------------------------------------- |  |
| 2004 | Amatory          | Осколки                                             |  |
| 2005 | Amatory          | Черно-белые дни                                     |  |
| 2005 | Choo-Joy!        | Реквием по войне                                    |  |
| 2006 | Amatory          | Преступление против времени                         |  |
| 2006 | Amatory          | Преступление против времени (альтернативная версия) |  |
| 2006 | Fourth Dimension | Револьвер                                           |  |
| 2007 | Amatory          | Эффект бабочки                                      |  |
| 2008 | Amatory          | Дыши со мной                                        |  |
| 2009 | Amatory          | Багровый рассвет                                    |  |
| 2011 | Amatory          | Осколки 2.011                                       |  |
| 2014 | Jane Air         | Не забывай меня                                     |  |
| 2019 | Ауткаст          | Пустота                                             |  |
| 2019 | Ауткаст          | Зал ожидания 2020                                   |  |
| 2020 | Ауткаст          | Один из нас                                         |  |
| 2020 | Ауткаст          | Всё в твоих руках                                   |  |
| 2020 | Ауткаст          | Smack My Bitch Up                                   |  |
| 2021 | Ауткаст          | Алмазная пыль                                       |  |
| 2021 | Blackpyres       | Person in the Mirror                                |  |
| 2021 | Ауткаст          | Время выбирать                                      |  |
| 2021 | Amatory          | Снег в аду 2.021                                    |  |
| 2021 | Blackpyres       | Modify                                              |  |
| 2021 | Ауткаст          | Лабиринт                                            |  |
| 2021 | Ауткаст          | Невесомость                                         |  |
| 2021 | Ауткаст          | Nero-zero                                           |  |

## Фильмография
- 2005: [P]ost [S]criptum (в роли самого себя)
- 2005: Stars Fucktory (в роли самого себя)
- 2007: Evol.01 (в роли самого себя)
- 2008: Альтернативная ёлка: Праздник убитой ёлочной игрушки (в роли самого себя)
- 2012: X-Files: On the Road 2011—2012 (в роли самого себя)
- 2017: 2017 (в роли самого себя)
- 2020: Хор свободных людей (в роли самого себя)